# Adromischus liebenbergii
Adromischus liebenbergii là một loài thực vật có hoa trong họ Crassulaceae. Loài này được Hutchison miêu tả khoa học đầu tiên năm 1959.